# 孟觀
孟觀（？—301年），字叔時，渤海郡東光縣（今河北省沧州市东光县）人。西晉將領，長期在禁中任將，並曾經獲委派領兵平定氐人齊萬年的叛亂。後孟觀因天象支持篡位的司馬倫，卻失敗被殺。

## 生平
孟觀自小愛讀書，也懂得星象。晉惠帝即位後，擔任殿中中郎。當時正值楊駿專權，孟觀與同僚李肇向來都不得楊駿禮待，故二人都暗中抨擊楊駿意欲謀反。而皇后賈南風也欲除去楊駿好讓自己專權，亦打算誣陷楊駿謀反，於是派人向孟觀通消息，於是孟觀與賈后一黨都連結起來。乃至後來賈后要下手時，孟觀也與李肇共啓惠帝楊駿謀反。最終楊駿一族被誅而楊太后被廢，孟觀則升任為黃門侍郎，轉積弩將軍，受封為上谷郡公。
元康六年（296年），齊萬年於關中一帶叛亂，梁王司馬肜受命出鎮關中，並督安西夏侯駿、建威將軍周處等人出兵討伐。可是，司馬肜本身與周處有私怨，陳準知司馬肜會趁此機會報復周處，於是向朝廷進言請讓孟觀率一萬精兵作周處的前鋒，言必能克敵；否則讓司馬肜派周處為前鋒，必會失敗。可是，朝廷不聽其建議，而最終亦果於陳準所料，周處被司馬肜逼為前驅，兵敗陣亡。陳準及張華再次推薦孟觀，終得允許。元康九年（299年）孟觀帶著麾下勇悍的宿衞軍隊，連同關中守軍一同進攻，期間作戰勇猛，不避弓箭與飛石，十多場大戰都獲得勝利，擒獲齊萬年，聲威懾服羌氐人。戰後遷任東羌校尉，不久又徵召入朝為右將軍。
赵王司馬倫掌权，任命孟觀為安南將軍、監沔北諸軍事、假節出鎮宛。中护军淮南王司马允讨伐司马伦，孟观子孟平为司马允的前锋将军，战死。司马允败亡，司马伦的心腹孙秀因孟观拥兵在外，称孟平是被司马允所害，追赠积弩将军，以安抚孟观。
永寧元年（301年），司马伦篡位，齊王司馬冏等諸王起兵入討司馬倫，孟觀身邊的人大多都勸他也支持齊王等軍，但孟觀自觀天象，見紫宮帝坐並無異象，認為這表示已為皇帝的司馬倫亦無恙，故堅持為司馬倫作戰。可是，司馬倫不久就兵敗被殺，孟觀亦遭永饒冶令空桐機斬首殺害，並傳首洛陽，夷滅三族。

## 延伸阅读
[在维基数据编辑]
 《晉書·卷060》，出自房玄齡《晉書》